# Holešovický pivovar
Bývalý Holešovický pivovar, nebo též oficiálně První pražský měšťanský pivovar se nacházel v prostoru mezi ulicemi Komunardů, U Průhonu, Na Maninách a U Uranie v Praze-Holešovicích.

## Historie

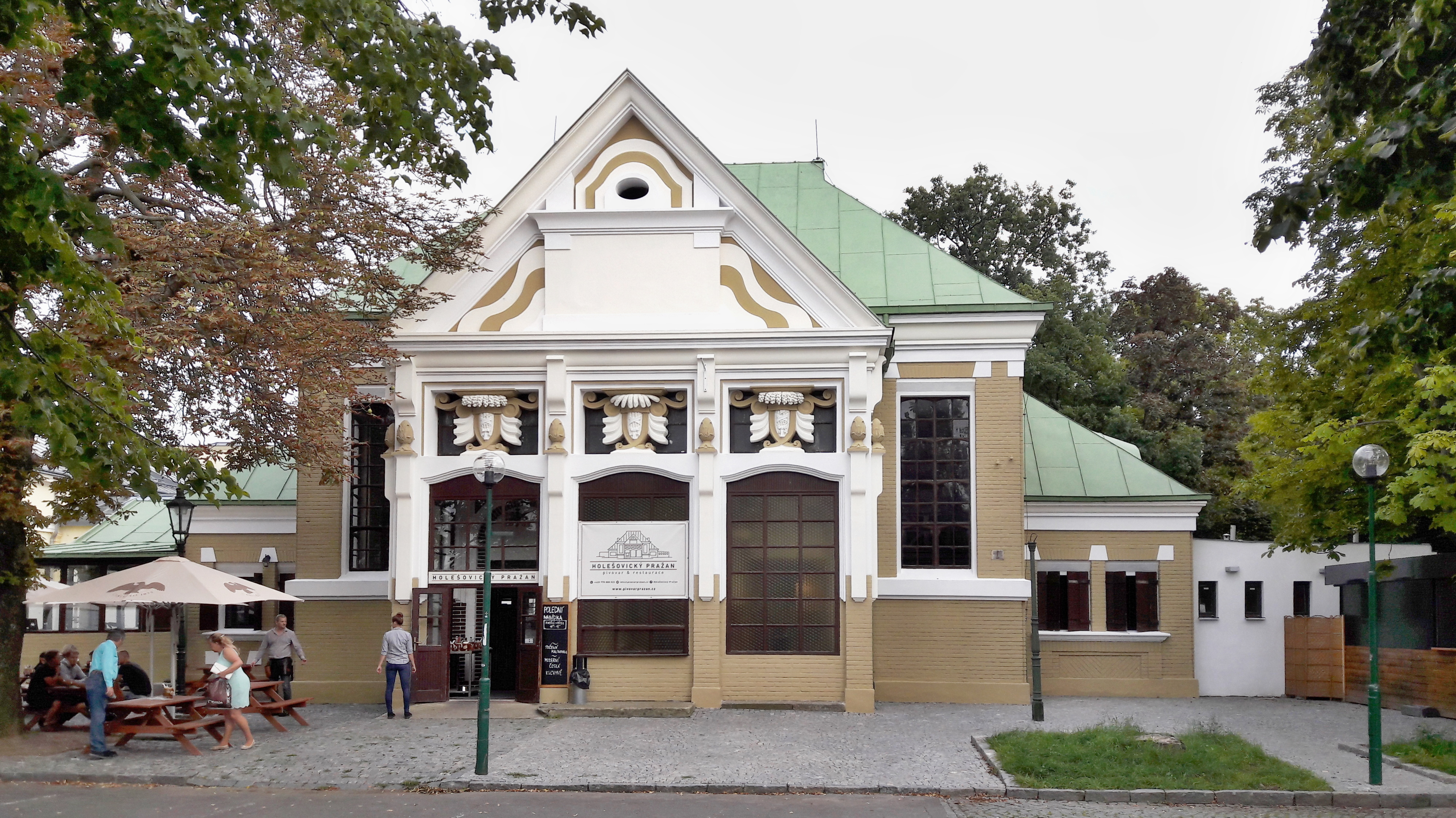
Restaurace propagující Holešovický pivovar na pražském Výstavišti

Byl stavěn od roku 1895 na popud městské rady a již roku 1897 bylo vystaveno první pivo.
Strojní zařízení dodaly firmy Ringhoffer, Křižík a Novák & Jahn. Vedení pivovaru bylo svěřeno Karlu Vendulákovi, členovi staré pivovarské rodiny, sládkovi pivovaru a majiteli pivnice U Medvídků na Starém Městě.
Nový pivovar přivedl ke krachu řadu drobných pražských pivovarníků, kteří založili vlastní konkurenční pivovar v Braníku.
V pivovaru se vařila tmavá a zdravotní piva. Holešovické pivo získalo oblibu nejen v Čechách, ale vyváželo se i do Vídně a Chicaga. Tato tradice byla přerušena jen za socialismu, kdy byl znárodněný pivovar zařazen do podniku Pražské pivovary a přejmenován na závod Holešovice.
V polovině 80. let 20. století se v pivovaru opět začalo vyrábět tmavé pivo, nejprve pod názvem Kardinál, které se později přejmenovalo na Měšťan.
Po roce 1989 se pivovar vrátil k původnímu  názvu. V roce 1990 byly všechny druhy piv označeny jako Měšťan. V pivovaru se vařilo pivo do roku 1998. Společnost Pražské pivovary provoz zavřela, protože chtěla soustředit výrobu na Smíchov a do Braníka. Výroba značky Měšťan byla přesunuta do Smíchovského pivovaru.
Hlavní budova bývalého pivovaru byla po záplavách 2002 rekonstruována a od té doby zde sídlí vydavatelství Ringier Axel Springer CZ. Poté byl pivovar přeměněn na administrativně-obytný komplex, který byl dokončen v září 2008.

## Chráněné stavby
Některé dochované stavby pivovaru jsou do roku 1995 chráněny jako kulturní památka.